# Gołąbek czarnoczerwony

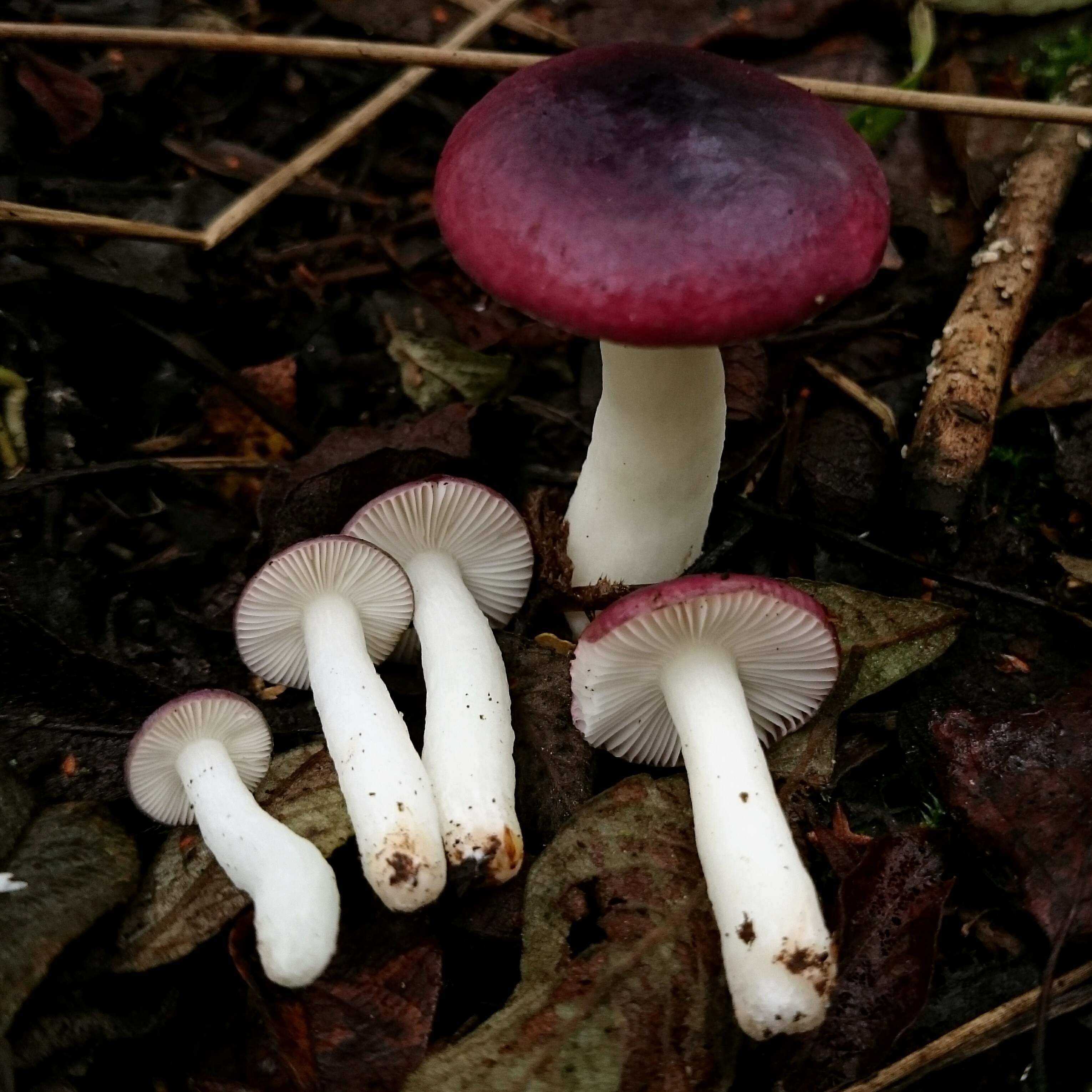

Gołąbek czarnoczerwony (Russula atrorubens Quél.) – gatunek grzybów należący do rodziny gołąbkowatych (Russulaceae).

## Systematyka i nazewnictwo
Pozycja w klasyfikacji według Index Fungorum: Russula, Russulaceae, Russulales, Incertae sedis, Agaricomycetes, Agaricomycotina, Basidiomycota, Fungi.
Po raz pierwszy opisał go w 1898 r. Lucien Quélet i nadana przez niego nazwa naukowa jest aktualna. Synonim: Russula atrorubens var. rubroviridans R. Socha 2011.
Polską nazwę podała alina Skirgiełło w 1991 r.

## Morfologia
Kapelusz
Średnica 4– 8 cm, dość mięsisty, początkowo półkulisty, następnie szybko wypukły i w końcu płaski i nawet nieco wklęsły. Powierzchnia gładka, u starszych okazów nieco promieniście prążkowana, o przyjemnej karminowo-czerwonej, porzeczkowej czerwieni. Środek ciemnofioletowy, czasem lekko blednący do oliwkowoszarego, oliwkowego lub fioletowego lub z sinawo-szarawymi obszarami gwałtownie odgraniczonymi. Skórkę można oddzielić tylko na krawędzi lub co najwyżej do połowy promienia, w stanie wilgotnym jest lepka, przynajmniej miejscami dość błyszcząca i satynowa, drobnoziarnista, szorstka pod lupą, po wyschnięciu lekko matowa.
Blaszki
Średnio gęste, przy brzegu o szerokości 1–3 mm, ale czasami także nieco węższe, przy trzonie 4–5 mm, czasami z kilkoma blaszeczkami, rozwidlone, początkowo białe, następnie o barwie kości słoniowej lub bardzo bladokremowobiałe, z tendencją do brązu lub żółci na brzegu. Brzeg równy, rzadko bardzo niewyraźnie karbowany
Trzon
Wysokość 2,5–6,5 cm, grubość 0,6–1,3 cm, lekko rozszerzony pod blaszkami, czasem zwężony ku dołowi, czasem (rzadziej) nieco wrzecionowaty, pełny, początkowo wyraźnie twardy, później gąbczasty, żółty lub bladomiodowy, czasami w dolnej części czerwono lub różowo nabiegły, czasami także brązowawy, pod lupą oprószony, początkowo dość błyszczący, potem nieco szorstki.
Miąższ
Kruchy, dość zwarty i dość gruby, biały, w stanie wilgotnym bladożółty lub brudno miodowy. Ma lekki zapach octanu amylu lub kokosu, smak bardzo ostry. W gwajakolu szybko niebieszczeje.
Cechy mikroskopowe
Podstawki 34–50 × 7,2–10 µm, 4-zarodnikowe, rzadko 2-zarodnikowe. Bazydiospory 6,5–8,2–(8,7) o wysokości do 0,62 µm, nieliczne, wyraźnie amyloidalne; wyrostek wnęki 0,75–1 × 0,87–1 µm; hilum niewyraźne, nieregularne, słabo amyloidalne. Cystydy wrzecionowate lub napęczniałe, 50–85–(100) × (6,7)–8,2–10 µm, zazwyczaj rozciągające się w spiczasty, długi wyrostek, często kilkakrotnie napęczniały, w sulfowanilinie czarne. W skórce występują smukłe włoski i liczne rozwarte, cylindryczne lub maczugowate dermatocystydy, w sulfowanilinie na ogół szare lub nawet czarniawe, o szerokości 5–8,5 µm.

## Występowanie i siedlisko
Występuje głównie w Europie i podano tu liczne jego stanowiska, poza nią nieliczne w Ameryce Północnej i azjatyckich terenach Rosji. W Polsce Władysław Wojewoda w 2003 r. przytoczył 2 stanowiska, w późniejszych latach podano następne, a najbardziej aktualne podaje internetowy atlas grzybów. Znajduje się w nim na liście gatunków zagrożonych i wartych objęcia ochroną.
Naziemny grzyb mykoryzowy. Gatunek jesienny, rzadszy od gołąbka kruchego (Russula fragilis), występujący głównie pod drzewami iglastymi (świerk, sosna), ale prawdopodobnie także pod drzewami liściastymi, szczególnie w miejscach podmokłych (wśród trzcin), lub przynajmniej na glebach ciężkich, gliniastych i wilgotnych.